# مايك دين (ملحن)
مايك دين (بالإنجليزية: Mike Dean)‏ هو عازف بيانو ومنتج أسطوانات ومهندس الصوت وملحن أمريكي، ولد في 1 مارس 1965 في هيوستن في الولايات المتحدة.

## وصلات خارجية
- الموقع الرسمي
- مايك دين على موقع IMDb (الإنجليزية)
- مايك دين على موقع ميوزك برينز (الإنجليزية)
- مايك دين على موقع أول ميوزيك (الإنجليزية)
- مايك دين على موقع ديسكوغز (الإنجليزية)